# 皮卡尔韦勒
皮卡尔韦勒（法語：Puycalvel，法語發音：[pɥikalvɛl]）是法国奧克西塔尼大區塔恩省的一个市镇，属于卡斯特尔区。

## 地理
皮卡尔韦勒（43°40'48"N, 2°5'29"E）面积12.27 平方千米，位于法国奧克西塔尼大區塔恩省，该省份为法国南部内陆省份，北起顺时针与阿韦龙省、埃罗省、奥德省、上加龙省和塔恩-加龙省接壤。
与皮卡尔韦勒接壤的市镇（或旧市镇、城区）包括：布鲁斯、屈克、达米亚特、洛特雷克、穆莱雷斯、塞尔维耶斯。

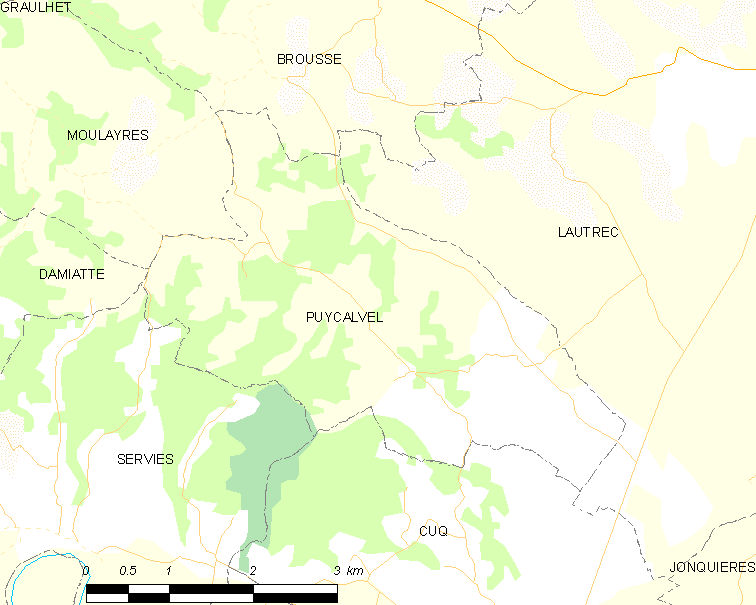
皮卡尔韦勒的OSM定位图

皮卡尔韦勒的时区为UTC+01:00、UTC+02:00（夏令时）。

## 行政
皮卡尔韦勒的邮政编码为81440，INSEE市镇编码为81216。

## 政治
皮卡尔韦勒所属的省级选区为阿古平原县。

## 人口

1962-2008年间皮卡尔韦勒人口变化图示

皮卡尔韦勒于2022年1月1日时的人口数量为215人。